# Biniville
Biniville is een gemeente in het Franse departement Manche (regio Normandië) en telt 97 inwoners (2009). De plaats maakt deel uit van het arrondissement Cherbourg-Octeville.

## Geografie
De oppervlakte van Biniville bedraagt 3,0 km², de bevolkingsdichtheid is dus 32,3 inwoners per km².
De onderstaande kaart toont de ligging van Biniville met de belangrijkste infrastructuur en aangrenzende gemeenten.

## Demografie
Onderstaande figuur toont het verloop van het inwonertal (bron: INSEE-tellingen).

1. ↑  Populations de référence 2022.